# 다나카 케이의 2000년대 출연작품
| 다나카 케이 문서로 | 다나카 케이 문서로 | 다나카 케이 문서로 |
| ------------------ | ------------------ | ------------------ |
| 2000년대           | 2010년대           | 2020년대           |

## 개요
- 해당 문서는 다나카 케이의 2000년대 출연작품을 정리하였음.
- 주연 작품의 경우 역할명을 굵게 표시.
- 일본 위키를 참고해서 오역이 있을 수 있음.
- 다음 & 네이버에 등록된 한글 제목을 바탕으로 작성하였음.
- 공식 발매된 음원은 해당 음원의 공식 제목으로 작성하였음.
- 미발매 음원은 일본어 위키의 정보를 바탕으로 직역하여 한글 제목을 생성하였음.
- 광고 및 홍보는 최초 공개 년도를 기준으로 작성하였으며, 다음 해까지 이어지더라도 별도로 추가하지 않음.

## 드라마
| 연도   | 채널          | 제목                                           | 역할                   | 방영일                |
| ------ | ------------- | ---------------------------------------------- | ---------------------- | --------------------- |
| 2000년 | 닛테레        | 화요서스펜스극장 고독한 과실                   |                        | 11월 28일             |
| 2002년 | TV 아사히     | 도쿄 카모가와 동서미궁과 오미야상              | 오다카 사토시          | 7월 11일              |
| 2002년 | 닛테레        | 고쿠센 10화                                    | 오노                   | 6월 26일              |
| 2003년 | 카도카와      | 카도카와 호러 시네마 「파인더의 기억」         | 마야마 타쿠미          |                       |
| 2003년 | 후지 TV       | 시어머니와 함께 8화                            | 히라세 아키히코        | 2월 25일              |
| 2003년 | TBS           | 핫 맨 1화                                      | 요시이                 | 4월 10일              |
| 2003년 | 후지 TV       | 워터보이즈                                     | 야스다 타카시          | 7월 1일 ~ 9월 9일     |
| 2003년 | NHK BS        | 하나의 마음                                    |                        | 12월 28일             |
| 2004년 | 후지 TV       | 스무살~1983년에 태어나서~                      |                        | 1월 10일              |
| 2004년 | 후지 TV       | 정말로 있었던 무서운 이야기 「언니」           | 요시카와 켄지          | 1월 31일              |
| 2004년 | DVD 드라마    | Spring Story                                   | 류                     | 2월 25일              |
| 2004년 | 후지 TV       | 배려☆순수한 찻집 「날개 부러진 새들」          |                        | 5월 1일               |
| 2004년 | TBS           | 오렌지 데이즈 8화                              | 다나카 케이(田中啓)    | 5월 30일              |
| 2004년 | TBS           | 세상의 중심에서 사랑을 외치다                  | 야스우라 마사          | 7월 ~ 9월             |
| 2004년 | 닛테레        | 여행승무원 츠바키 하루코~지당한 말씀입니다     | 아즈마 하루키          | 9월 28일              |
| 2005년 | 후지 TV       | 디비전1 스테이지9 「미라클」                   | 마츠다 슈헤이          | 1월 12일 ~ 2월 2일    |
| 2005년 | 후지 TV       | 상냥한 시간                                    | 안자이 미츠오          | 1월 13일 ~ 3월 24일   |
| 2005년 | TBS           | 더럽혀진 혀                                    | 스즈시노 미츠야        | 4월 ~ 6월             |
| 2005년 | DVD 드라마    | 도쿄프렌즈 1화 & 4화                           | 이와즈키 와타루        | 6월 8일               |
| 2005년 | 후지 TV       | 슬로댄스                                       | 하세베 코헤이          | 7월 2일 ~ 9월 10일    |
| 2005년 | 후지 TV       | 워터보이즈2005 여름                            | 야스다 타카시          | 8월 19일 & 20일       |
| 2005년 | EZ            | Bird Call                                      | 사토                   | 10월                  |
| 2005년 | 후지 TV       | 여자의 일대기~둘째밤 코시지 후부키             | 꽃집 배달원            | 11월 25일             |
| 2006년 | TBS           | 백야행                                         | 키쿠치 미치히로        | 1월 12일 ~ 3월 23일   |
| 2006년 | 닛테레        | 우먼즈 아일랜드~그녀들의 선택~                 | 퀵 서비스              | 2월 24일              |
| 2006년 | 후지 TV       | 날개가 꺾인 천사들 세 번째 밤 「액트리스」     | 오노 리쿠              | 3월 1일               |
| 2006년 | GyaO          | 내 머리 속의 지우개 어나더레더                 | 마츠모토 케이스케      | 4월 ~ 6월             |
| 2006년 | TBS           | 태양의 노래                                    | 오오니시 유타          | 7월 14일 ~ 9월 15일   |
| 2006년 | NHK BS        | 저는 히로시마 몰랐어요~평화 기념 공원 이야기   |                        | 8월 5일               |
| 2006년 | 후지 TV       | 또 하나의 슈가&스파이스 「짝사랑하는 남자」    | 요시자와 타쿠마        | 9월 20일              |
| 2006년 | 간사이 TV     | 내가 걷는 길                                   | 미우라 히로유키        | 10월 10일 ~ 12월 19일 |
| 2007년 | TBS           | 꽃보다 남자2(리턴즈) 7화                       | 히나타 시오리의 약혼자 | 2월 16일              |
| 2007년 | TBS           | 농담이 아니야!                                 | 토모다 사토시          | 4월 15일 ~ 6월 24일   |
| 2007년 | 닛테레        | 죽는 줄 알았다 3화 「상자남」                  |                        | 4월 14일              |
| 2007년 | 후지 TV       | 마츠모토 키사부로 일가 이야기~할아버지의 부엌~ | 요시다 야스시          | 2007년 5월 4일        |
| 2007년 | 간사이 TV     | 소에게 소원을 Love & Farm                      | 아시사키 카즈야        | 7월 3일 ~ 9월 11일    |
| 2007년 | 후지 TV       | 치비 마루코짱 19화 「경로의 날의 책」          | 미타게 노부오          | 9월 13일              |
| 2007년 | 후지 TV       | 화성에서 온 거미의 무리와 글래머러스 엔젤      | 츠카모토 케이스케      | 9월 29일              |
| 2008년 | TBS           | 꿈길 37화                                      |                        | 1월 27일              |
| 2008년 | TV 아사히     | 교섭인 ~THE NEGOTIATIOR~ 6화 ~ 최종화          | 키타오카 신지          | 2월 10일 ~ 28일       |
| 2008년 | 후지 TV       | 로스:타임:라이프 6화                           | 오오조라 마사키        | 3월 8일               |
| 2008년 | 간사이 TV     | 무리한 연애                                    | 야시로 분페이          | 4월 8일 ~ 6월 17일    |
| 2008년 | NHK 종합      | 나의 섬/그녀의 산호                            | 오오시로 코타          | 6월 6일               |
| 2008년 | TBS           | 마왕                                           | 카사이 히토시          | 7월 4일 ~ 9월 12일    |
| 2008년 | 후지 TV       | 홈리스 중학생                                  | 타무라 신이치          | 7월 12일              |
| 2008년 | NHK 종합      | 캣 스트리트                                    | 오자와 마사노부        | 8월 28일 ~ 10월 2일   |
| 2008년 | WOWOW         | 천국의 스프                                    | 카와쿠보 사토시        | 10월 19일             |
| 2008년 | NHK 종합      | 호시신이치 쇼트쇼트 '속삭임'                   |                        | 11월 17일             |
| 2009년 | 닛테레        | 제니게바 2화 & 3화 & 9화                       | 시라카와               | 1월 24일 & 31일       |
| 2009년 | 후지 TV       | 보이스~생명 없는 자의 목소리~ 4화              | 이가라시 후지오        | 2월 2일               |
| 2009년 | TV 아사히     | 경관의 피                                      | 미야노 토시키          | 2월 7일 & 8일         |
| 2009년 | 후지 TV       | 핸섬★수트 THE TV                               | 소스케                 | 3월 31일              |
| 2009년 | 마이니치 방송 | 육아 플레이                                    | 야마모토 타케루        | 4월 8일 ~ 6월 24일    |
| 2009년 | TBS           | 홈리스 중학생2                                 | 타무라 신이치          | 4월 12일              |
| 2009년 | 후지 TV       | 휴대전화 연애소설 너 때문에                    | 사나다 타카야          | 5월 4일 & 5일         |
| 2009년 | NHK 종합      | 탐정X에게서 온 도전장! 「세부 푸른 바다」      | 시게우치 카즈히로      | 5월 6일               |
| 2009년 | TBS           | 관료들의 여름                                  | 미카게 타이키          | 7월 5일 ~ 9월 20일    |
| 2009년 | TBS           | 사랑노래 드라마 SP 초승달 첫번째밤             | 호리카와 케이코        | 9월 29일              |
| 2009년 | TBS           | 심야식당 시즌1 7화                             | 나카지마               | 11월 25일             |
| 2009년 | NHK 종합      | 시스터                                         | 야마다 나오타          | 12월 11일 & 18일      |

## 영화
| 연도   | 제목                                                           | 배역명                  |
| ------ | -------------------------------------------------------------- | ----------------------- |
| 미개봉 | 프롬나이트(プロムナイト)                                       |                         |
| 2002년 | 자살클럽                                                       |                         |
| 2004년 | 지금, 만나러 갑니다                                            | 여주 대학 친구          |
| 2004년 | 연문일화 - 눈에 피는 꽃 -                                      | 쿠마시로 요지           |
| 2005년 | OVERCOAT & MITTEN                                              | 집주인 동생             |
| 2005년 | 용의자 무로이 신지                                             | 쿠로키 타카오(黒木孝夫) |
| 2006년 | 심슨즈                                                         | 마사토                  |
| 2006년 | 도쿄 유니버스티 스토리                                         | 무라카미 나오키         |
| 2006년 | 백댄서즈!                                                      | 챠노 아키라             |
| 2006년 | 무지개 여신                                                    | 오가타 가쿠토           |
| 2007년 | 붕대 클럽                                                      | 야나기모토(기모)        |
| 2008년 | 재판원 제도 홍보 영화 「심리」                                 |                         |
| 2008년 | 얼어붙은 거울(凍える鏡)                                        | 오카노 슌               |
| 2008년 | 행복의 향기                                                    | 타카하시 아키라         |
| 2009년 | 신부의 수상한 여행가방                                         | 토네가와 쥰             |
| 2009년 | 타조마루(TAJOMARU)                                             | 사쿠라마루              |
| 2009년 | 블랙회사에 다니고 있는데, 지금 나는 한계에 도달했는지도 모른다 | 기무라 쇼타             |

## 공연
| 연도   | 분류 | 제목                                    | 공연장                 | 배역명  |
| ------ | ---- | --------------------------------------- | ---------------------- | ------- |
| 2007년 | 연극 | 죽기 전의 짧은 시간(死ぬまでの短い時間) | 베나산 핏              | 유스케  |
| 2008년 | 연극 | 우연한 음악(偶然の音楽)                 | 세타가야 퍼블릭 시어터 | 잭 폿치 |

## 방송
| 연도   | 채널 | 분류 | 제목           | 역할   | 방영일      |
| ------ | ---- | ---- | -------------- | ------ | ----------- |
| 2007년 | TBS  | 예능 | 동물 기상천외! | 레귤러 | 10월 ~ 12월 |
| 2008년 | TBS  | 예능 | 동물 기상천외! | 레귤러 | 1월 ~ 9월   |

## 라디오
| 연도   | 채널     | 분류   | 제목                       | 역할             | 방영일             |
| ------ | -------- | ------ | -------------------------- | ---------------- | ------------------ |
| 2004년 | TOKYO FM | 드라마 | 10-NIGHTS STORIES          |                  | 2월                |
| 2004년 | TOKYO FM | 드라마 | 아침의 그늘에서 아침밥을   | 사사키 타다시 역 | 5월27일 ~ 6월 24일 |
| 2006년 | NHK-FM   | 드라마 | FM시어터 그래도, 나는      | 아리마 요헤이 역 | 2월 25일           |
| 2008년 | NHK-FM   | 드라마 | FM시어터 켄타우로스의 죽음 | 후지모토 리쿠 역 | 1월 12일           |

## 뮤직비디오
| 연도   | 가수명        | 곡명                                         | 영상링크 | 발매일    |
| ------ | ------------- | -------------------------------------------- | -------- | --------- |
| 2004년 | sacra         | Yesterday                                    | Youtube  | 2월 25일  |
| 2004년 | 오오츠카 아이 | 금붕어 불꽃(金魚花火)                        | Youtube  | 8월 18일  |
| 2005년 | 스키마스위치  | 한잔 하러 안 올래?(飲みに来ないか)           | Youtube  | 7월 20일  |
| 2006년 | 오타 쿨       | 마하라자 슈퍼 스타(マハラジャスーパースター) | Youtube  | 8월 9일   |
| 2007년 | 게쓰메이시    | 성스런 밤에(聖なる夜に)                      | Youtube  | 11월 21일 |
| 2008년 | 히라이 켄     | 캔버스(キャンバス)                           | Youtube  | 2월 20일  |
| 2009년 | KAME&L.N.K    | school life                                  | Youtube  | 2월 18일  |
| 2009년 | 동방신기      | Stand by U 드라마 버전                       | Youtube  | 7월 1일   |
| 2009년 | 레미오로멘    | 사랑의 예감으로부터(恋の予感から)            | Youtube  | 11월 25일 |

## 광고 및 홍보
| 연도   | 업체명            | 제품명                                  | 비고          |
| ------ | ----------------- | --------------------------------------- | ------------- |
| 2000년 | 닌텐도            | 닌텐도 마리오 파티3                     |               |
| 2001년 | 미즈칸            | 미즈칸식초                              |               |
| 2001년 | 베네세            | 신켄제미고교강좌                        |               |
| 2001년 | QUOQ              | 쿠오쿠의 생일                           |               |
| 2002년 | 도요타            | 카로라필드                              |               |
| 2002년 | 일본코카콜라      | 월드컵CP 코카콜라                       |               |
| 2002년 | NTT도코모         | 첫 도코모샵(はじめてのドコモショップ)   |               |
| 2002년 | 스퀘어에닉스      | 언리미트사가                            |               |
| 2003년 | 미즈호은행        | 미즈호은행                              |               |
| 2004년 | NHK               | NHK 수신료캠페인                        |               |
| 2005년 | JACCS(ジャックス) | 쟉스카드                                |               |
| 2005년 | 네슬레            | 킷캣                                    | 목소리만 출연 |
| 2007년 | 도요타            | Lactis X 소에게 소원을 Love&Farm 콜라보 |               |
| 2007년 | 레오파레스21      | 레오파레스21                            |               |
| 2007년 | 카오              | 건강에코나                              |               |

### 내용주
1. ↑  sacra 「Yesterday」 홍보 드라마로 제작되었다.
2. ↑  에이벡스와 후지 TV의 공동 제작 DVD드라마디다.
3. ↑  휴가 아사코 감독이 2005년에 찍은 단편영화이다.